# Beerware
 (mars 2021).
Si vous disposez d'ouvrages ou d'articles de référence ou si vous connaissez des sites web de qualité traitant du thème abordé ici, merci de compléter l'article en donnant les références utiles à sa vérifiabilité et en les liant à la section « Notes et références ».
Beerware (parfois traduit bièriciel) est un terme humoristique utilisé pour désigner un logiciel placé sous une licence très permissive. Celle-ci confère à l'utilisateur final le droit d'utiliser un programme particulier, ou de faire ce qu'il veut du code source, sans conditions. 

## Description

Exemple de logo.

Si l'utilisateur rencontre l'auteur et considère que le logiciel de ce dernier est utile, il est encouragé à lui offrir une bière « en retour ». Tout le code est donc Open Source.

## Historique
Le terme a été inventé par John Bristor à Pensacola, en Floride, le 25 avril 1987 et le premier logiciel distribué comme beerware est disponible sur plusieurs BBS la même année. Il existe de nombreuses variations sur le modèle du beerware.

## Licence
La licence beerware de Poul-Henning Kamp est beaucoup plus courte et simple que la  GNU GPL, que ce dernier qualifie de « plaisanterie ». Elle a pour but d'exprimer de façon claire et non-équivoque la volonté de Poul-Henning Kamp de partager librement son travail, sans conditions, et sans risque d'interprétation légale différente.
```
/*
 * ----------------------------------------------------------------------------
 * 
"THE BEER-WARE LICENSE" (Revision 42):
 * <phk@FreeBSD.ORG> wrote this file. As long as you retain this notice you
 * can do whatever you want with this stuff. If we meet some day, and you think
 * this stuff is worth it, you can buy me a beer in return Poul-Henning Kamp

 * ----------------------------------------------------------------------------
 */
```

Traduction en français :
```
/*
 * ----------------------------------------------------------------------------
 * "LICENCE BEERWARE" (Révision 42):
 * <phk@FreeBSD.ORG> a créé ce fichier. Tant que vous conservez cet avertissement,
 * vous pouvez faire ce que vous voulez de ce truc. Si on se rencontre un jour et
 * que vous pensez que ce truc vaut le coup, vous pouvez me payer une bière en
 * retour. Poul-Henning Kamp
 * ----------------------------------------------------------------------------
 */
```

La révision numéro 42 est une référence au Guide du voyageur galactique (H2G2).